# 西點 (肯塔基州)
西點（英語：West Point）是一個位於美國肯塔基州哈丁縣的城市。

## 地方資料
根據2020年美國人口普查的數據，西點的面積為6.97平方千米，當中陸地面積為6.90平方千米，而水域面積為0.07平方千米。當地共有人口952人，而人口密度為每平方千米136.59人。